# Sphenomorphus haasi
Espèce
Sphenomorphus haasi est une espèce de sauriens de la famille des Scincidae.

## Répartition
Cette espèce est endémique de Bornéo. Elle se rencontre au Kalimantan en Indonésie et au Sarawak en Malaisie orientale.

## Étymologie
Cette espèce est nommée en l'honneur de Georg Haas.

## Publication originale
- Inger & Hosmer, 1965 : New species of scincid lizard of the genus Sphenomorphus. Israel Journal of Zoology, vol. 14, p. 134-140.